# Tercera División de España 1985-86
La temporada 1985-86 de la Tercera División de España fue durante esta campaña fue el cuarto nivel de competición de las Ligas de fútbol de España, por debajo de la Segunda División B y por encima de las Divisiones regionales. Comenzó el 1 de septiembre de 1985 y finalizó el 15 de junio de 1986 con la promoción de ascenso de categoría. 
Para la siguiente temporada hubo una ampliación de grupos en la categoría, ampliándose su número de 14 a 16. El cambio producido fue la división del Grupo II (Asturias y Cantabria) en dos: los nuevos Grupo II para los equipos asturianos y el Grupo III para los cántabros, el traslado del Grupo III (País Vasco) al nuevo Grupo IV (País Vasco) y la división del Grupo IV (Aragón, La Rioja y Navarra) en los de nueva creación Grupo XV para los clubes riojanos y navarros y Grupo XVI para los aragoneses.

## Promoción de ascenso a Segunda División B

### Equipos participantes
Los equipos clasificados para la promoción de ascenso a Segunda División B de la temporada 1985-86 se exponen en la siguiente tabla: 
Se indican en negrita los equipos que consiguieron el ascenso.
| Grupo I                   | Grupo II             | Grupo III          | Grupo IV                  | Grupo V                      |
| ------------------------- | -------------------- | ------------------ | ------------------------- | ---------------------------- |
| 1.º C.D. Lugo             | 1.º U.P. Langreo     | 1.º S.D. Éibar     | 1.º C.A. Osasuna Promesas | 1.º C.F. Joventut Mollerussa |
| 2.º C.D. Endesa As Pontes | 2.º Caudal Deportivo | 2.º Baracaldo C.F. | 2.º S. D. Huesca          | 2.º Girona F.C.              |

| Grupo VI        | Grupo VII           | Grupo VIII              | Grupo IX                    | Grupo X                 |
| --------------- | ------------------- | ----------------------- | --------------------------- | ----------------------- |
| 1.º U.D. Alcira | 1.º C. D. Leganés   | 1.º Cultural D. Leonesa | 1.º C. Poli. Almería        | 1.º Sevilla Atlético C. |
| 2.º C.F. Gandía | 2.º C.D. Valdepeñas | 2.º S.D. Ponferradina   | 2.º C. Atlético de Marbella | 2.º Coria C.F.          |

| Grupo XI                     | Grupo XII               | Grupo XIII        | Grupo XIV        |
| ---------------------------- | ----------------------- | ----------------- | ---------------- |
| 1.º R.C.D. Mallorca Atlético | 1.º C.D. Maspalomas     | 1.º C.D. Eldense  | 1.º C.D. Badajoz |
| 2.º C.D. Atlético Baleares   | 2.º Las Palmas Atlético | 2.º Bigastro C.F. |                  |

- Del Grupo XIV solo participaba su primer clasificado.
- El C. Atlético de Marbella no se clasificó por no ser el mejor segundo entre su Grupo IX y el Grupo X.
- El Girona F.C. y el C.D. Valdepeñas tampoco se clasificaron por no ser ninguno de los 9 mejores segundos de los grupos restantes.

### Equipos ascendidos
Los siguientes equipos obtuvieron el ascenso a Segunda División B:
| Grupo I - C.D. Lugo Grupo II - No ascendió ningún equipo de este grupo Grupo III - S.D. Éibar Grupo IV - No ascendió ningún equipo de este grupo Grupo V - No ascendió ningún equipo de este grupo | Grupo VI - U.D. Alcira - C.F. Gandía Grupo VII - No ascendió ningún equipo de este grupo Grup VIII - No ascendió ningún equipo de este grupo Grupo IX - C. Poli. Almería Grupo X - No ascendió ningún equipo de este grupo | Grupo XI - R.C.D. Mallorca Atlético Grupo XII - No ascendió ningún equipo de este grupo Grupo XIII - No ascendió ningún equipo de este grupo Grupo XIV - No ascendió ningún equipo de este grupo |